# The Dominion Post
The Dominion Post – nowozelandzki dziennik. Powstał w 2002 roku w wyniku połączenia „The Dominion” i „Evening Post”. Nakład pisma wynosi ok. 40 tys. egzemplarzy.